# Jörg Petruschat
Jörg Petruschat (* 1958 in Berlin) ist ein deutscher Kulturwissenschaftler, Philosoph und Professor für Theorie und Geschichte des Designs an der Kunsthochschule Berlin-Weißensee. Er lebt und arbeitet in Berlin.

## Biografie
Von 1978 bis 1983 studierte Jörg Petruschat Kulturwissenschaft, Kunstgeschichte und philosophische Ästhetik an der Humboldt-Universität zu Berlin (HU). Er schloss mit einem Diplom ab. Von 1983 bis 1984 konzipierte und realisierte er Ausstellungen für das Designzentrum Berlin. 1984 promovierte er an der Humboldt-Universität zu Berlin mit einer Arbeit zum Funktionalismus der Shaker-Communities.
Anschließend war er bis 1987 Fachredakteur bei der Fachzeitschrift für industrielle Formgestaltung „form+zweck“, von 1990 bis 2008 deren Herausgeber. Mit seiner Herausgeberschaft wurde der Fokus auf eine „Zeitschrift für Gestaltung“ erweitert. Schwerpunkte dieser Arbeit waren Editionen zu Ökologie und Design, Morphologie und Neobiologie, zur Fühlbarkeit des Digitalen, zu den Paradigmen von Information und Vernetzung.
Gemeinsam mit Achim Trebeß gründete er 1988 eine Halbjahreszeitschrift zu ästhetischer Theoriebildung, die „angebote“, u. a. mit Texten von Heiner Müller, Claude Schnaidt, Günter Mayer, Karin Hirdina, Wolfgang Heise, Dietmar Kamper, Georg Knepler, Daniel Charles, Dietrich Mühlberg, Karlheinz Barck, Rudolf Bahro, Michael Franz, Friedrich Kittler. Das letzte Heft erschien 1995.
Von 1986 bis 1998 lehrte er am Institut für Ästhetik an der HU Berlin, seit 1994 als wissenschaftlicher Assistent zugeordnet dem Lehrstuhl von Friedrich Kittler (Ästhetik und Geschichte der Medien). 1998 wurde er als Nachfolger von Andreas Dorschel zum Professor für Kultur- und Zivilisationstheorie sowie für Geschichte der Gestaltung an den Fachbereich Gestaltung der Hochschule für Technik und Wirtschaft in Dresden berufen. Hier gründete er im Juni 2005 gemeinsam mit Holger Jahn das Institut für Innovation und Design (iid), das er bis 2014 leitete und mit seinem Weggang aus Dresden auflöste. Seit dem Wintersemester 2014 ist Jörg Petruschat Professor für Theorie und Geschichte des Designs an der weißensee kunsthochschule berlin.
In seinen theoretischen Arbeiten entwickelt Jörg Petruschat nach eigener Aussage Argumente für den Erkenntnis- und Diskurscharakter von Design als Entwurf und als gegenständliche Vermittlung von Verhalten. Er sieht im Design den Entwurf kultureller Modelle und definiert Kultur als die „Bedingungen, die den Einzelnen gegeben sind, um aus sich etwas Besonderes zu machen“. Sein Verständnis von Gestaltung ist an menschlicher Kreativität orientiert, schließt aber die Evolution der Organismen und digital basierte Evolutionen konzeptionell mit ein; er nennt Gestaltung die „Veränderung von Routinen nach Maßgabe eines Selbstmodells“.

## Veröffentlichungen (Auswahl)
- Ungehorsam der Probleme, Berlin 2017
- DesignTalks: Gespräche zu Design, Technologie, Kultur, Berlin 2014[2]
- Prototype! Tackling New Challenges in Design and Engineering, mit Julian Adenauer, Berlin 2012[3]
- design-design: Fachwörterbuch für Gestaltung/Design Dictionary, mit Angelika Petruschat, Berlin 2009[4]
- Die Fühlbarkeit des Digitalen (form+zweck 22) mit Johann Habakuk Israel, Berlin 2008[5]
- Entwerfen (form+zweck 21) mit Chup Friemert, Berlin 2005
- hfg ulm (form+zweck 20) mit Chup Friemert und Till Bruttel, Berlin 2003
- Morphologie/Neobiologie (form+zweck 17), Berlin 2000
- Text, Textil, Textur (form+zweck 15), Berlin 1998
- Zur Anpassung des Designs an die digitalen Medien (form+zweck 14), mit Chup Friemert, Berlin 1997[6]
- Ökologie und Design (form+zweck 1), Berlin 1991